# Зофія Насеровська

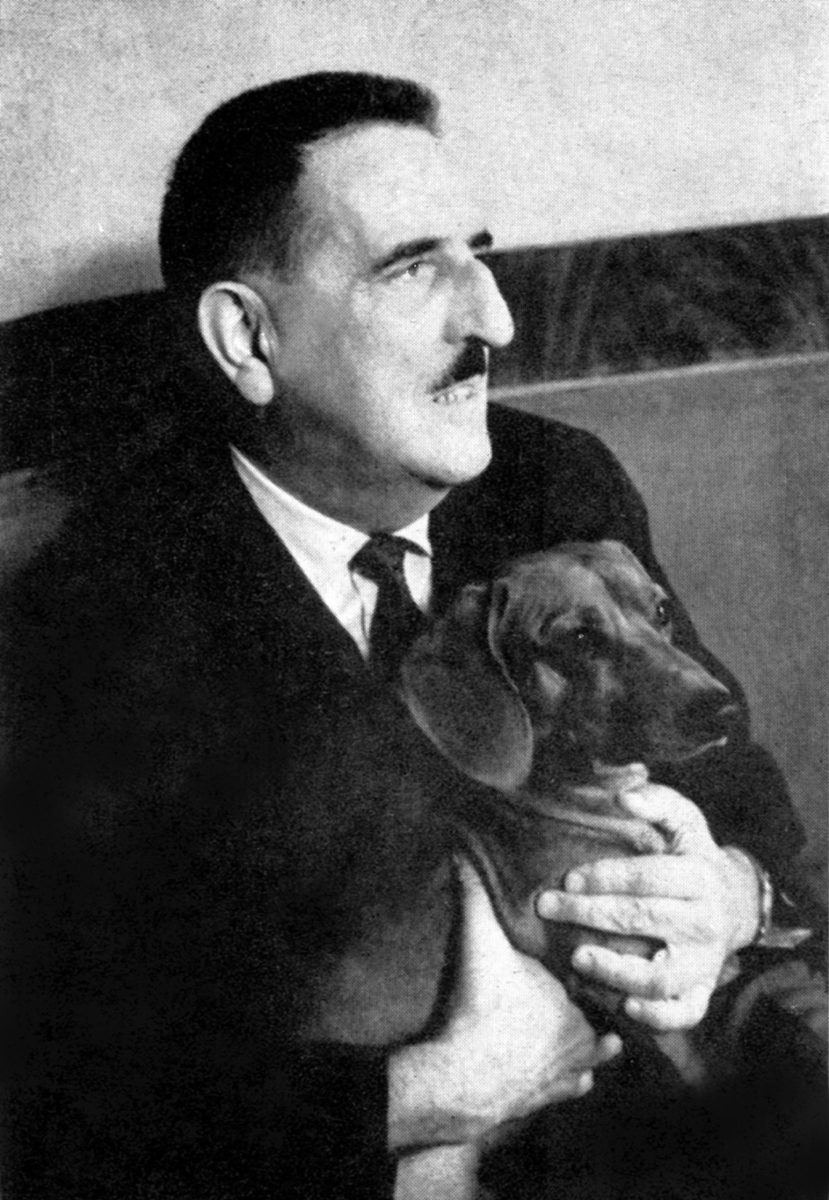
З. Насеровська, Портрет Єжи Вальдорфа (1968)

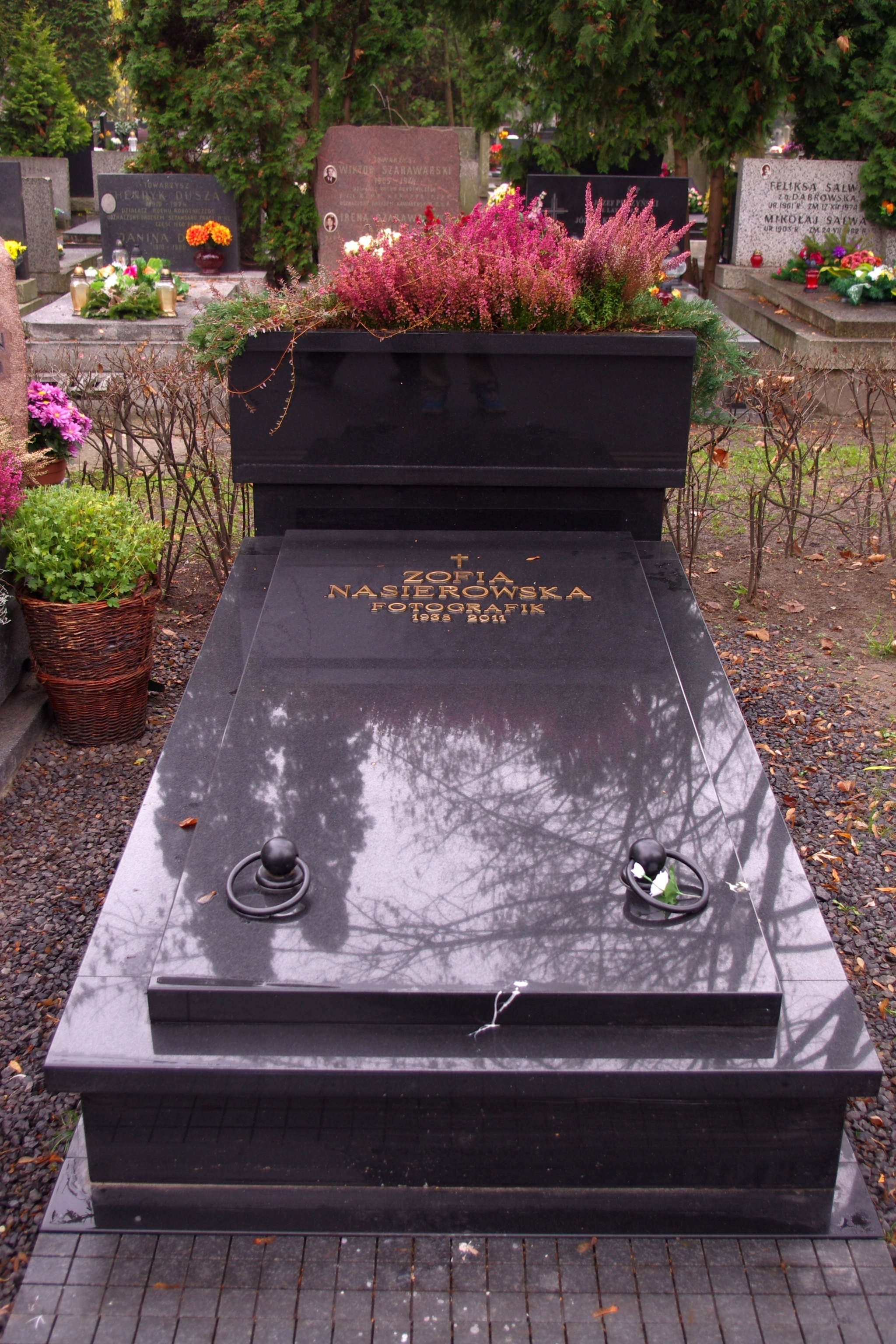
Могила Зофії Насеровської на військовому цвинтарі Повонзки у Варшаві

Зофія Вєслава Насеровська-Маєвська (нар. 24 квітня 1938, Ломянки, Польща — 3 жовтня 2011, Варшава, Польща) — польська художниця, фотограф, фахівець із портретної фотографії, письменниця. Удостоєна звання художниці Міжнародної федерації фотомистецтва (AFIAP).

## Біографія
Зофія була донькою фотографа Євгеніуша Насеровського. У сім років почала фотографувати, а в сімнадцять відбулася її перша виставка. Вона відвідувала фототехнікум і закінчила факультет операторського мистецтва Національної школи кіно, телебачення і театру імені Леона Шиллера у Лодзі.
Насеровська мала виставки в Польщі та за кордоном і отримала нагороди на міжнародних виставках, зокрема в Будапешті, Карлових Варах, Глазго, Лондоні, Стокгольмі.
Її творчість включає пейзажі, репортажі, але, насамперед, портрети. Вона була автором фотографій відомих людей зі світу театру, кіно, мистецтва та культури. У 1960-1970-х роках XX століття велика кількість польських митців та інтелектуалів сфотографувалися у Насеровської. Зофія створила портрети таких митців, як Беата Тишкевич, Кристина Янда, Єжи Кавалерович, Анна Герман, Роман Полянський, Тадеуш Конвіцький, Анна Янтар, Пйотр Фрончевський, Густав Голоубек, Ірена Яроцька, Ірена Сантор і Катажина Гертнер, а також сімейні портрети, серед яких інші в тому числі Каліна Єндрусік зі Станіславом Дигатом, Войцех Пшоняк з дружиною, Кристина Черняк з Янушем Моргенштерном і Кристина Захватович з Анджеєм Вайдою. Її фотографії були опубліковані на десятках обкладинок тижневиків: «Film», «Екран», «Zwierciadło», «Przekrój» та «Жінка і життя».
З 1956 року Насеровська була членом Асоціації польських художників фотографів (ZPAF). Удостоєна звання «Artiste FIAP», присудженого Міжнародною федерацією фотомистецтва.
Через хворобу очей припинила фотографувати після 35 років професійної роботи. Померла 3 жовтня 2011 року у Варшаві від раку мозку і була похована на Алеї заслужених на військовому кладовищі Повонзки (квартал D31-tuje-3).
У 2013 році Міська публічна бібліотека міста Елка отримала ім'я Зофії Насеровської.

## Приватне життя
З 1960 року була одружена з режисером Янушем Маєвським. Вони жили в селі Ласьмяди під Елком. У них було двоє дітей — Анна та Павло. Зофія є родичкою актора Єжи Насеровського.

## Публікації
- Відчуйте смак фотографії, або 24 вечері для початківців і просунутих користувачів, 2002, ред. Prószyński i S-ka, ISBN 83-7337-245-8 (з Янушем Маєвським)
- Фотоностальгія. Відомий і улюблений в образі та анекдоті 2003, Вид. Prószyński i S-ka, ISBN 83-7337-495-7 (з Агнєшкою Осецькою)
- Пасхальна зірка, 2003, Вид. Prószyński i S-ka, ISBN 83-7337-543-0 (з Анною Кларою Маєвською та Янушем Маєвським)
- Три подорожі, 2005, Вид. Prószyński i S-ka, ISBN 83-7469-158-1.
- Великодні свята. Правила і звичаї, 2007, Вид. Prószyński i S-ka, ISBN 978-83-7469-487-2.

## Відзнаки
- Орден Відродження Польщі «за видатний внесок у національну культуру» (2003)[13]